# أبو بكر عبد الله
أبو بكر عبد الله (بالإنجليزية: Abu Bakr Abdullah)‏ إمام مسجد قرية يلوان غنيدي أكواتي في نيجيريا، قام بحماية 262 مسيحيا بعد تعرضهم لهجمات في منطقة باركين لادي بولاية بلاتو في يونيو 2018. وحصل على جائزة الحرية الدينية الدولية في 2019، ودرع تعزيز السلم 2019.

## خلفية الصراعات
تعود أصل الصراعات إلى نزاعات عن الأرض وليست دينية، بدأت بين رعاة مواشي رُحل من قبيلة الفولاني ذات الأغلبية المسلمة ومزارعين مستقرين مسيحيين من البيروم. وهذه النزاعات متكررة في وسط نيجيريا منذ سنة 2013. وفي 2018 قام 300 شخص مسلح من قبيلة الفولاني بمهاجمة 10 مناطق في ولاية بلاتو وسط نيجيريا، معظم سكانها يدينون المسيحية. وقاموا بإطلاق النار بشكل عشوائي وقتلوا نحو 80 مسيحيا، وأحرقوا منازلهم، فهرب مئات السكان إلى الغابات والقرى المجاورة، ووصل 262 مسيحيا إلى قرية «يلوان غيندي أكواتي» القريبة، حيث يسكن أبو بكر عبد الله، فقام بحمايتهم حيث دخل النساء إلى منزله والرجال إلى المسجد، وعندما وصل المسلحون إلى القرية، خرج الإمام أبو بكر للتفاوض معهم، والتوسل إليهم بألا يؤذوا أحد حتى استجابوا له ورحلوا.

## تكريمه
- جائزة الحرية الدينية الدولية لعام 2019.
- درع تعزيز السلم ضمن فعاليات الملتقى السادس لمنتدى تعزيز السلم في أبوظبي، 2019.[2]